# Dolophones turrigera
Dolophones turrigera är en spindelart som först beskrevs av Ludwig Carl Christian Koch 1867.  Dolophones turrigera ingår i släktet Dolophones och familjen hjulspindlar. Inga underarter finns listade i Catalogue of Life.